# Distretto di Çatalca
Il distretto di Çatalca (in turco Çatalca ilçesi) è un distretto della provincia di Istanbul, in Turchia.

## Geografia fisica
Il distretto si trova nella parte occidentale della provincia di Istanbul. Confina a ovest con i distretti di Saray e Çerkezköy, a sud con i distretti di Silivri e Büyükçekmece, a est con il distretto di Arnavutköy. A nord è bagnato dal mar Nero.

## Economia
Area rurale, ricca di fattorie, produttrice di cibi e latte quotidiano per la città. Il distretto fu antropizzato già durante il periodo ottomano, con tipica popolazione mista greco-turca.
La Guerra di Crimea provocò un esodo di massa a causa della diaspora di Tatari di Crimea verso le terre ottomane. Un certo gruppo di Tatari di Crimea è insediato a Çatalca.
Il distretto è tra i meno densamente popolati della provincia, la popolazione attiva è per lo più impegnata in agricoltura. Il territorio è metà durante i fine settimana di escursioni fuori porta da parte dei residenti di Istanbul.

## Amministrazioni
Al distretto appartengono un comune, parte della città metropolitana di Istanbul, e 27 villaggi.

### Comuni
- Çatalca (centro)

### Villaggi
| - Akalan - Başak - Aydınlar - Belgrat - Celepköy - Hisarbeyli - Karamandere - Çanakça - Dağyenice | - Ormanlı - Elbasan - Yalıköy - Gökçeli - Gümüşpınar - Hallaçlı - İhsaniye - İnceğiz - Kabakça | - Kalfa - Kestanelik - Kızılcaali - Oklalı - Örcünlü - Örencik - Subaşı - Yaylacık - Yazlık |